# Nastasha Romanenko
Nastasha Romanenko es un personaje ficticio de la serie de videojuegos Metal Gear.

Nastasha nació en Ucrania, donde ella y su familia estuvieron expuestos a la radiación nuclear del Accidente de Chernóbil. A partir de entonces se opuso fuertemente a las armas y al poder nuclear. Se casó con Richard Ames, pero el matrimonio no duró mucho. 
En el año 2005, cuando comenzó el incidente de Shadow Moses en Metal Gear Solid, Ames contactó con ella y la puso al servicio de apoyo de Solid Snake. Ella le suministraba información sobre armas nucleares.
Cuando terminó el incidente de Shadow Moses, Nastasha escribió un libro titulado "En la oscuridad de Shadow Moses: La verdad extraoficial".
En japonés es interpretada por Eiko Yamada.